# 阿森纳球迷会社
阿森纳球迷会社（Arsenal firm）是指阿森纳足球俱乐部的足球流氓会社。阿森纳足球俱乐部的足球流氓会社主要有两家，一是“枪手”（The Gooners），二是“兽群”（The Herd）。
暴力足球流氓会社“枪手”主要活跃于1980至1990年代。但目前“枪手”已被大部分并非足球流氓的阿森纳球迷用作自称。
“兽群”会社主要活跃于1970年代末至1990年代初，该组织至今依然存在。兽群是一个足球流氓帮派，其在1980年代以及目前的主要敌手是城际帮（西汉姆联足球俱乐部的足球流氓会社）、意第绪军（托特纳姆热刺足球俱乐部的足球流氓会社）、切尔西猎头者（切尔西足球俱乐部的足球流氓会社）以及F部队（後來演變成米尔沃游击队，米爾沃爾足球俱樂部的足球流氓会社）。尽管兽群是公认的足球流氓帮派，但其中仍有少数成员并不使用肢体暴力。兽群成员丹顿·康奈尔被很多阿森纳球迷视作民间英雄，他于2007年死于车祸，之后有约3000名悼念者——包括数名前俱乐部球员——参加了他的葬礼。兽群与其他球迷间爆发的最恶劣的两次冲突是1988年在海布里球场与米尔沃尔球迷的斗殴以及2000年在哥本哈根市政廳廣場与加拉塔沙雷體育會球迷的斗殴。